# Tiro ai Giochi della XXIV Olimpiade
Si sono svolte 13 gare, 9 maschili e 4 femminili.
| Posizione | Paese            | Oro | Argento | Bronzo | Totale |
| --------- | ---------------- | --- | ------- | ------ | ------ |
| 1         | Unione Sovietica | 4   | 1       | 6      | 11     |
| 2         | Jugoslavia       | 2   | 0       | 1      | 3      |
| 3         | Germania Ovest   | 1   | 1       | 1      | 3      |
| 4         | Bulgaria         | 1   | 1       | 0      | 2      |
| 4         | Cecoslovacchia   | 1   | 1       | 0      | 2      |
| 4         | Germania Est     | 1   | 1       | 0      | 2      |
| 4         | Regno Unito      | 1   | 1       | 0      | 2      |
| 8         | Norvegia         | 1   | 0       | 0      | 1      |
| 8         | Romania          | 1   | 0       | 0      | 1      |
| 10        | Cina             | 0   | 1       | 1      | 2      |
| 11        | Cile             | 0   | 1       | 0      | 1      |
| 11        | Francia          | 0   | 1       | 0      | 1      |
| 11        | Giappone         | 0   | 1       | 0      | 1      |
| 11        | Corea del Sud    | 0   | 1       | 0      | 1      |
| 11        | Svezia           | 0   | 1       | 0      | 1      |
| 11        | Stati Uniti      | 0   | 1       | 0      | 1      |
| 17        | Ungheria         | 0   | 0       | 2      | 1      |
| 18        | Belgio           | 0   | 0       | 1      | 1      |
| 18        | Spagna           | 0   | 0       | 1      | 1      |
| Totale    | Totale           | 13  | 13      | 13     | 39     |

## Risultati

### Pistola 10 metri
| Posizione | Atleta         | Paese       | Punti |
| --------- | -------------- | ----------- | ----- |
|           | Tanyu Kiryakov | Bulgaria    | 687,9 |
|           | Erich Buljung  | Stati Uniti | 687,9 |
|           | Xu Haifeng     | Cina        | 684,5 |

| Posizione | Atleta              | Paese            | Punti |
| --------- | ------------------- | ---------------- | ----- |
|           | Jasna Šekarić       | Jugoslavia       | 489,5 |
|           | Nino Salukvadze     | Unione Sovietica | 487,9 |
|           | Marina Dobrantcheva | Unione Sovietica | 485,2 |

### Pistola 25 metri
| Posizione | Atleta            | Paese            | Punti |
| --------- | ----------------- | ---------------- | ----- |
|           | Afanasijs Kuzmins | Unione Sovietica | 698   |
|           | Ralf Schumann     | Germania Est     | 696   |
|           | Zoltán Kovács     | Ungheria         | 693   |

| Posizione | Atleta          | Paese            | Punti |
| --------- | --------------- | ---------------- | ----- |
|           | Nino Salukvadze | Unione Sovietica | 690   |
|           | Tomoko Hasegawa | Giappone         | 686   |
|           | Jasna Šekarić   | Jugoslavia       | 686   |

### Pistola 50 metri
| Posizione | Atleta          | Paese            | Punti |
| --------- | --------------- | ---------------- | ----- |
|           | Sorin Babii     | Romania          | 660   |
|           | Ragnar Skanåker | Svezia           | 657   |
|           | Igor Basinski   | Unione Sovietica | 657   |

### Fucile 10 metri
| Posizione | Atleta            | Paese          | Punti |
| --------- | ----------------- | -------------- | ----- |
|           | Goran Maksimović  | Jugoslavia     | 695,6 |
|           | Nicolas Berthelot | Francia        | 694,2 |
|           | Johann Riederer   | Germania Ovest | 694,0 |

| Posizione | Atleta         | Paese            | Punti |
| --------- | -------------- | ---------------- | ----- |
|           | Irina Shilova  | Unione Sovietica | 498,5 |
|           | Silvia Sperber | Germania Ovest   | 497,5 |
|           | Anna Malukhina | Unione Sovietica | 495,8 |

### Fucile 50 metri seduti
| Posizione | Atleta         | Paese          | Punti |
| --------- | -------------- | -------------- | ----- |
|           | Miroslav Varga | Cecoslovacchia | 703,9 |
|           | Cha Young Chul | Corea del Sud  | 702,8 |
|           | Attila Zahonyi | Ungheria       | 701,9 |

### Fucile 50 metri 3 posizioni
| Posizione | Atleta         | Paese            | Punti  |
| --------- | -------------- | ---------------- | ------ |
|           | Malcolm Cooper | Regno Unito      | 1279,3 |
|           | Alister Allan  | Regno Unito      | 1275,6 |
|           | Kirill Ivanov  | Unione Sovietica | 1275,0 |

| Posizione | Atleta               | Paese            | Punti |
| --------- | -------------------- | ---------------- | ----- |
|           | Silvia Sperber       | Germania Ovest   | 685,6 |
|           | Vesela Lečeva        | Bulgaria         | 683,2 |
|           | Valentina Cherkasova | Unione Sovietica | 681,4 |

### Fossa olimpica
| Posizione | Atleta            | Paese            | Punti |
| --------- | ----------------- | ---------------- | ----- |
|           | Dimitri Monakov   | Unione Sovietica | 222   |
|           | Miroslav Bednařík | Cecoslovacchia   | 222   |
|           | Frans Peeters     | Belgio           | 219   |

### 50 metri bersaglio mobile
| Posizione | Atleta            | Paese            | Punti |
| --------- | ----------------- | ---------------- | ----- |
|           | Tor Heiestad      | Norvegia         | 689   |
|           | Huang Shiping     | Cina             | 687   |
|           | Gennadi Avramenko | Unione Sovietica | 686   |

### Skeet
| Posizione | Atleta                 | Paese        | Punti |
| --------- | ---------------------- | ------------ | ----- |
|           | Axel Wegner            | Germania Est | 222   |
|           | Alfonso de Iruarrizaga | Cile         | 221   |
|           | Jorge Guardiola        | Spagna       | 220   |